# Paraguay ai Giochi della XXXIII Olimpiade
Il Paraguay ha partecipato ai Giochi della XXXIII Olimpiade, svoltisi a Parigi dal 26 luglio all'11 agosto 2024, con una delegazione di 28 atleti, 22 uomini e 6 donne, in 7 discipline.
I portabandiera alla cerimonia di apertura sono stati Fabrizio Zanotti e Alejandra Alonso.

## Delegazione
| Sport            | Uomini | Donne | Totale |
| ---------------- | ------ | ----- | ------ |
| Atletica leggera | 1      | 1     | 2      |
| Beach volley     | 0      | 2     | 2      |
| Calcio           | 18     | 0     | 18     |
| Canottaggio      | 1      | 1     | 2      |
| Golf             | 1      | 0     | 1      |
| Judo             | 0      | 1     | 1      |
| Nuoto            | 1      | 1     | 2      |
| Totale           | 22     | 6     | 28     |